# Vide Entre Vinhas
Vide Entre Vinhas is een plaats (freguesia) in de Portugese gemeente Celorico da Beira en telt 195 inwoners (2001).